# Podmokly (hrad)
Podmokly jsou zaniklý hrad v sousedství hospodářského dvora ve stejnojmenné vesnici v okrese Plzeň-sever. Zbytky hradu se nacházejí na nevýrazné ostrožně nad Zámeckým rybníkem v nadmořské výšce kolem 490 metrů. Od roku 1964 jsou chráněny jako kulturní památka.

## Historie

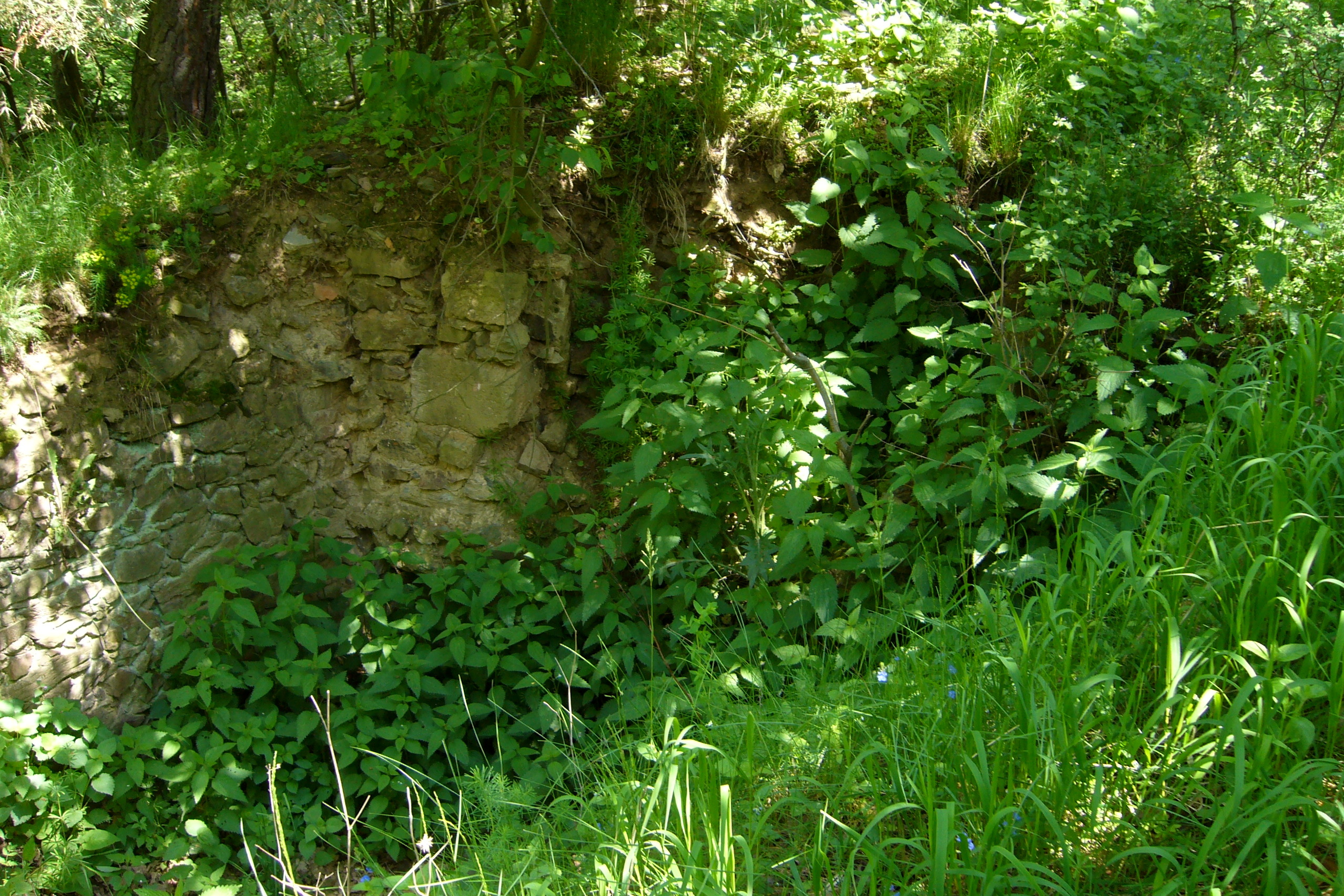
Fragment zdiva odkrytého ve výkopu

První písemná zmínka o hradu pochází z roku 1269, kdy na něm sídlil Jindřich z Podmokel. V roce 1468 hrad neúspěšně obléhalo křižácké vojsko vypravené proti Jiřímu z Poděbrad. Hrad patřil Jindřichovým potomkům až do roku 1513. Po nich je uváděn jako majitel Jindřich Lozský z Rabštejna a od roku 1525 rod pánů ze Schönreitu. Na počátku 17. století ho od nich získal Markvart z Hrádku, který ho připojil k hradu Dolní Bělá. Zdejší hrad zůstal bez využití, zpustl a jeho zdivo bylo rozebráno na stavbu sousedního barokního hospodářského dvora, v jehož zdivu se dochovaly tesané architektonické články.

## Stavební podoba
Obranný systém hradu byl narušen mnohem mladší cestou, která vede směrem od hospodářského dvora. Samotný hrad se dělil na předhradí a jádro vejčitého půdorysu o rozměrech 30 × 60 m opevněné dvojitým valem a příkopem. Podle vyobrazení z roku 1692 měl hrad bránu s menší brankou pro pěší.

## Přístup
Cesta na hrad vede po hrázi Zámeckého rybníka a obchází zprava areál barokního hospodářského dvora. Hned za ním odbočuje doleva nevýrazná lesní cesta, která vede přímo na ostrožnu se zbytky hradu. Ve vegetační sezóně je lokalita zarostlá a obtížně přístupná.